# Операция Таненбаум
Операция Таненбаум или Зеленият случай (немски: Unternehmen Tannenbaum; Operation Grün) е планирана, но несъстояла се инвазия в Швейцария от Нацистка Германия и Италия по времето на Втората световна война.

## Причини
Поради тактически причини, преди избухването на Втората световна война Адолф Хитлер повтаря, че Германия ще уважава неутралитета на Швейцария в случай на военен конфликт в Европа. През февруари 1937 г. той обявява, че „по всяко време, каквото и да се случи, ще уважаваме неприкосновеността и неутралността на Швейцария“ към швейцарския федерален съветник Едмунд Шултес, потвърждавайки това обещание малко преди нацистката инвазия в Полша. Това обаче са чисто политически маневри, предназначени да гарантират пасивността на Швейцария. Нацистка Германия планира да сложи край на независимостта ѝ след като най-напред разгроми основните врагове на континента.
През август 1942 г. Хитлер описва Швейцария като „пъпка на лицето на Европа“ и като държава, която вече няма правото да същестува, осъждайки швейцарския народ като „издънка на нашия народ“, Швейцария като малка, многоезична, децентрализирана демокрация, в която немскоговорещите чувстват близост и сходство с френскоговорещите си съграждани, а не към своите германски събратя отвъд границата. Хитлер също така вярва, че независимата швейцарска държава е възникнала поради временната слабост на Свещената римска империя и сега, след като нейната власт е възстановена след националистическото поглъщане, страната е закърняла.

## Военна подготовка
Основната цел на операцията е да бъде установен контрол върху стратегически разположената Швейцария, която остава неутрална по време на войната. Въпреки това, нейната географска позиция в сърцето на Европа и добре укрепената отбранителна система са правили потенциалното нахлуване рисково.
Основни характеристики на операцията:
1. Военен план: Германия, заедно с Италия, планира да използва комбинирани сили за превземане на страната.

2. Причини за отлагане:
Трудностите, свързани с планинския терен и укрепените позиции на швейцарската армия.
Фокусът на Германия върху други фронтове, включително Операция „Барбароса“ срещу Съветския съюз.
Политическата и икономическа изгода от запазването на неутрална Швейцария, която служи като финансов център и канал за преговори.

## Швейцарска защита
Швейцария, от своя страна, е подготвила мащабен отбранителен план, известен като Национална редута, за да защити своите стратегически важни области. Укрепленията и природните бариери са играли ключова роля в стратегията за възпиране на потенциална инвазия.
Липсата на реализация на операция „Таненбаум“ показва, че дори в условията на война, някои планове остават само на теория, повлияни от сложни военни, икономически и политически фактори.